# Самни, Крис
Крис Самни (англ. Chris Samnee) — американский художник комиксов.

## Ранние годы
Комикс о Бэтмене был первым знакомством Криса с индустрией. Герой стал его любимым персонажем.

## Личная жизнь
У Самни есть жена и ребёнок.

## Награды и признание
В 2006 году Крис был номинирован на премию Russ Manning Most Promising Newcomer Award. В 2011 году он стал номинантом премии Харви в категориях «Best Artist» и «Most Promising New Talent», но выиграл лишь последнюю. В 2013 году Самни был награждён премией Айснера в категории «Best Penciller/Inker». В 2021 году он получил награду Inkwell Awards.
В 2022 году сайт Comic Book Resources назвал Криса одним из лучших художников комиксов о Торе.